# Aboubakary Koita
Aboubakary Yeli Koita (ur. 20 września 1998 w Pikine) – mauretański piłkarz senegalskiego-belgijskiego pochodzenia, grający na pozycji lewoskrzydłowego AEK Ateny oraz w reprezentacji Mauretanii.

## Kariera klubowa
Swoją karierę piłkarską Koita rozpoczął w belgijskim klubie KFC Verbroedering Geel. 13 lutego 2016 zadebiutował w jego barwach w drugiej lidze belgijskiej w zremisowanym 0:0 wyjazdowym meczu z KMSK Deinze. W sezonie 2015/2016 spadł z Geel do trzeciej ligi. W Geel grał do lata 2017.
Latem 2017 Koita przeszedł do KAA Gent. Swój debiut w nim zanotował 13 maja 2018 w zwycięskim 1:0 domowym spotkaniu z RSC Anderlecht. Zawodnikiem Gent był do końca 2018.
Na początku 2019 Koita został graczem KV Kortrijk. Swój debiu w nim zaliczył 2 kwietnia 2019 w wygranym 3:2 wyjazdowym meczu z Waasland-Beveren. W debiucie strzelił gola. W Kotrijk spędził pół roku.
Latem 2019 Koita przeszedł do Waasland-Beveren. Zadebiutował w nim 27 lipca 2019 w przegranym 1:3 domowym meczu z Club Brugge. W sezonie 2020/2021 spadł z nim do drugiej ligi.
Latem 2021 Koita został został zawodnikiem Sint-Truidense VV. Swój debiut w nim zaliczył 25 lipca 2021 w zwycięskim 2:1 domowym meczu z KAA Gent.
| Sezon   | Klub                   | Kraj   | Rozgrywki       | Mecze | Bramki |
| ------- | ---------------------- | ------ | --------------- | ----- | ------ |
| 2015/16 | KFC Verbroedering Geel | Belgia | Eerste klasse B | 2     | 0      |
| 2016/17 | KFC Verbroedering Geel | Belgia | Nationaal 1     | 29    | 5      |
| 2017/18 | KAA Gent               | Belgia | Eerste klasse A | 1     | 0      |
| 2018/19 | KAA Gent               | Belgia | Eerste klasse A | 6     | 0      |
| 2018/19 | KV Kortrijk            | Belgia | Eerste klasse A | 15    | 2      |
| 2019/20 | Waasland-Beveren       | Belgia | Eerste klasse A | 22    | 2      |
| 2020/21 | Waasland-Beveren       | Belgia | Eerste klasse A | 27    | 1      |
| 2021/22 | Sint-Truidense VV      | Belgia | Eerste klasse A | 24    | 3      |
| 2022/23 | Sint-Truidense VV      | Belgia | Eerste klasse A | 29    | 0      |

## Kariera reprezentacyjna
W reprezentacji Mauretanii Koita zadebiutował 15 listopada 2023 w przegranym 0:2 meczu eliminacji do MŚ 2026 z Demokratyczną Republiką Konga, rozegranym w Kinszasie. W 2024 roku powołano go do kadry na Puchar Narodów Afryki 2023. Rozegrał w nim cztery mecze: grupowe z Burkiną Faso (0:1), z Angolą (2:3), w którym strzelił gola i z Algierią (1:0) oraz w 1/8 finału z Republiką Zielonego Przylądka (0:1).